# Ignis (bedrijf)
Ignis was de naam van een Italiaans bedrijf dat aanvankelijk koelkasten produceerde.

## Geschiedenis
Het bedrijf werd opgericht in 1946 onder de naam Società Industria Refrigeranti Ignis. Oprichter was Giovanni Borghi en de plaats van vestiging was Comerio.
De naam ignis komt van het Latijn en betekent vuur. Dat heeft te maken met het feit dat het oorspronkelijke bedrijf, opgericht door Guido Borghi in 1943, elektrische fornuizen vervaardigde. Vanaf de jaren '50 van de 20e eeuw werden ook gasfornuizen, strijkijzers, cv-ketels en later ook magnetrons, afwasmachines en wasmachines geproduceerd. In 1960 bediende men 38% van de Italiaanse markt voor huishoudelijke apparaten. Het was de op een na grootste Italiaanse fabriek voor dergelijke apparaten, na Zanussi.
In 1970 nam Philips een belang van 50% in Ignis, en in 1972 werd Ignis geheel door Philips overgenomen. De naam werd veranderd in IRE S.p.A., waar IRE stond voor Industrie Riunite Eurodomestici.
Uiteindelijk werden de Philips-activiteiten -inclusief IRE- door Whirlpool Corporation overgenomen, en het hoofdkwartier van Whirlpool-Europa bevindt zich nog steeds in Comerio, terwijl er in Italië nog een vijftal productievestigingen van Whirlpool te vinden zijn.